# 13 (Black Sabbath-album)
 For alternative betydninger, se 13 (flertydig). (Se også artikler, som begynder med 13)
13 er et studiealbum med Black Sabbath, udgivet i 2013.
Musikalbummet er bandets nittende, og det første med Ozzy Osbourne efter at han 35 år forinden var blevet smidt ud af bandet efter albummet Never Say Die fra 1978. Det var meningen, at hele originalbesætningen skulle medvirke på albummet, men Bill Ward trak sig før indspilningerne blev påbegyndt, da han var utilfreds med kontrakten. Brad Wilk fra Rage Against the Machine erstattede Ward på albummet.
Den første single fra albummet var "God Is Dead?", udgivet den 19. april 2013.

## Sange
1. "End of the Beginning" 8:07
2. "God Is Dead?" 8:54
3. "Loner" 5:06
4. "Zeitgeist" 4:37
5. "Age of Reason" 7:02
6. "Live Forever" 4:49
7. "Damaged Soul" 7:46
8. "Dear Father" 7:06

## Medvirkende
- Tony Iommi – guitar
- Ozzy Osbourne – vokal, mundharpe
- Geezer Butler – el-bas
- Brad Wilk – trommer